# Periquito
Periquito là một đô thị thuộc bang Minas Gerais, Brasil. Đô thị này có diện tích 227,803 km², dân số năm 2007 là 7030 người, mật độ 32,5 người/km².